# Sirajganj Sadar
Sirajganj Sadar är ett underdistrikt i Bangladesh. Det ligger i den centrala delen av landet, 110 km nordväst om huvudstaden Dhaka.
Runt Sirajganj Sadar är det tätbefolkat, med 735 invånare per kvadratkilometer.